# Radocza
Radocza ist eine Ortschaft mit einem Schulzenamt der Gemeinde Tomice im Powiat Wadowicki der Woiwodschaft Kleinpolen in Polen.

## Geographie
Der Ort liegt am linken Ufer des Flusses Skawa und an der ehemaligen Bahnstrecke Trzebinia–Skawce.
Nachbarorte sind Graboszyce und Woźniki im Norden, Witanowice im Osten, Tomice im Süden, Przybradz und Frydrychowice im Westen.

## Geschichte
Der Ort wurde wahrscheinlich ursprünglich „villa Mathei“ genannt. Solcher Name erschien erst als eine Pfarrei im Peterspfennigregister des Jahres 1326 im Dekanat Zator des Bistums Krakau und wieder mal in den Jahren 1337–1339. In den Jahren 1356 und 1357 wurde die Pfarrei Radocza erwähnt, aber an ihrer Stelle wurde im Jahre 1358 gerade die Pfarrei „villa Mathei“ erwähnt. Der Name ist wahrscheinlich abgeleitet vom Vornamen Radosz (<Radosław).
Politisch gehörte das Dorf ursprünglich zum Herzogtum Auschwitz, dies bestand ab 1315 in der Zeit des polnischen Partikularismus. Seit 1327 bestand die Lehnsherrschaft des Königreichs Böhmen. Seit 1445 gehörte es zum Herzogtum Zator, dieses wurde im Jahr 1494 an Polen verkauft.
Bei der Ersten Teilung Polens kam Radocza 1772 zum neuen Königreich Galizien und Lodomerien des habsburgischen Kaiserreichs (ab 1804).
1918, nach dem Ende des Ersten Weltkriegs und dem Zusammenbruch der k.u.k. Monarchie, kam Radocza zu Polen. Unterbrochen wurde dies nur durch die Besetzung Polens durch die Wehrmacht im Zweiten Weltkrieg. Es gehörte dann zum Landkreis Bielitz im Regierungsbezirk Kattowitz in der Provinz Schlesien (seit 1941 Provinz Oberschlesien).
Von 1975 bis 1998 gehörte Radocza zur Woiwodschaft Bielsko-Biała.

## Sehenswürdigkeiten
- Die Katholische Holzkirche der Verklärung Christi (1692), auf der Holzarchitekturroute von Małopolska (Kleinpolen);[4]

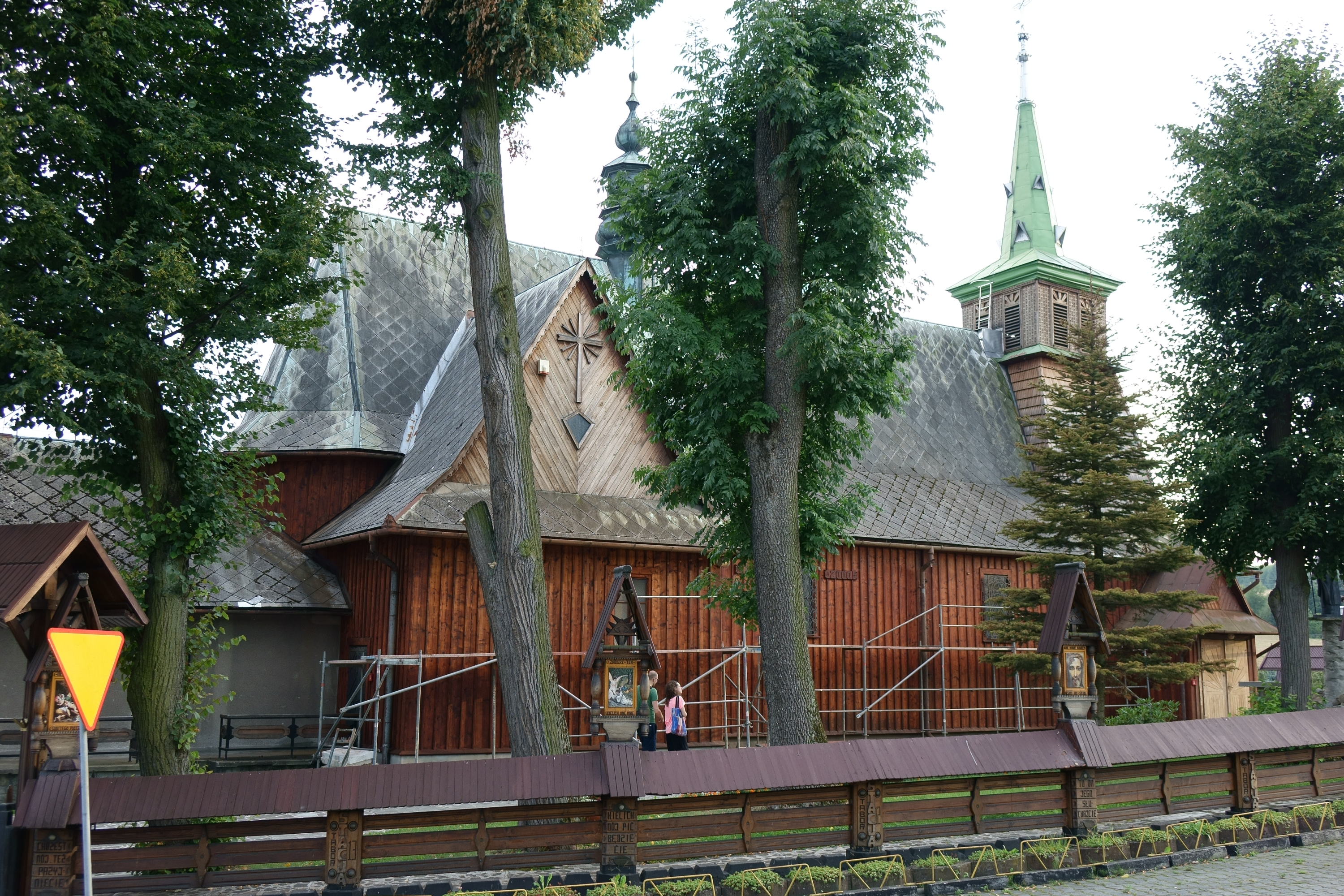
Holzkirche der Verklärung Christi

## Verkehr
Durch Radocza verläuft die Staatsstraße DK 28, die Zator durch Nowy Sącz mit Przemyśl verbindet.